# Zweite Gesellschaft
Als Zweite Gesellschaft bezeichnete man, insbesondere in Österreich-Ungarn, in der (gerade noch) ständisch gegliederten Gesellschaft des 19. Jahrhunderts Personen bzw. Familien, die wirtschaftlich erfolgreich waren, aber weder zur „Ersten Gesellschaft“ (Hoher Adel und Uradel bzw. „Alter Adel“) noch zum „Volk“ im landläufigen Sinne gehörten, sondern zur (häufig neu nobilitierten) Bourgeoisie.

## Begriff

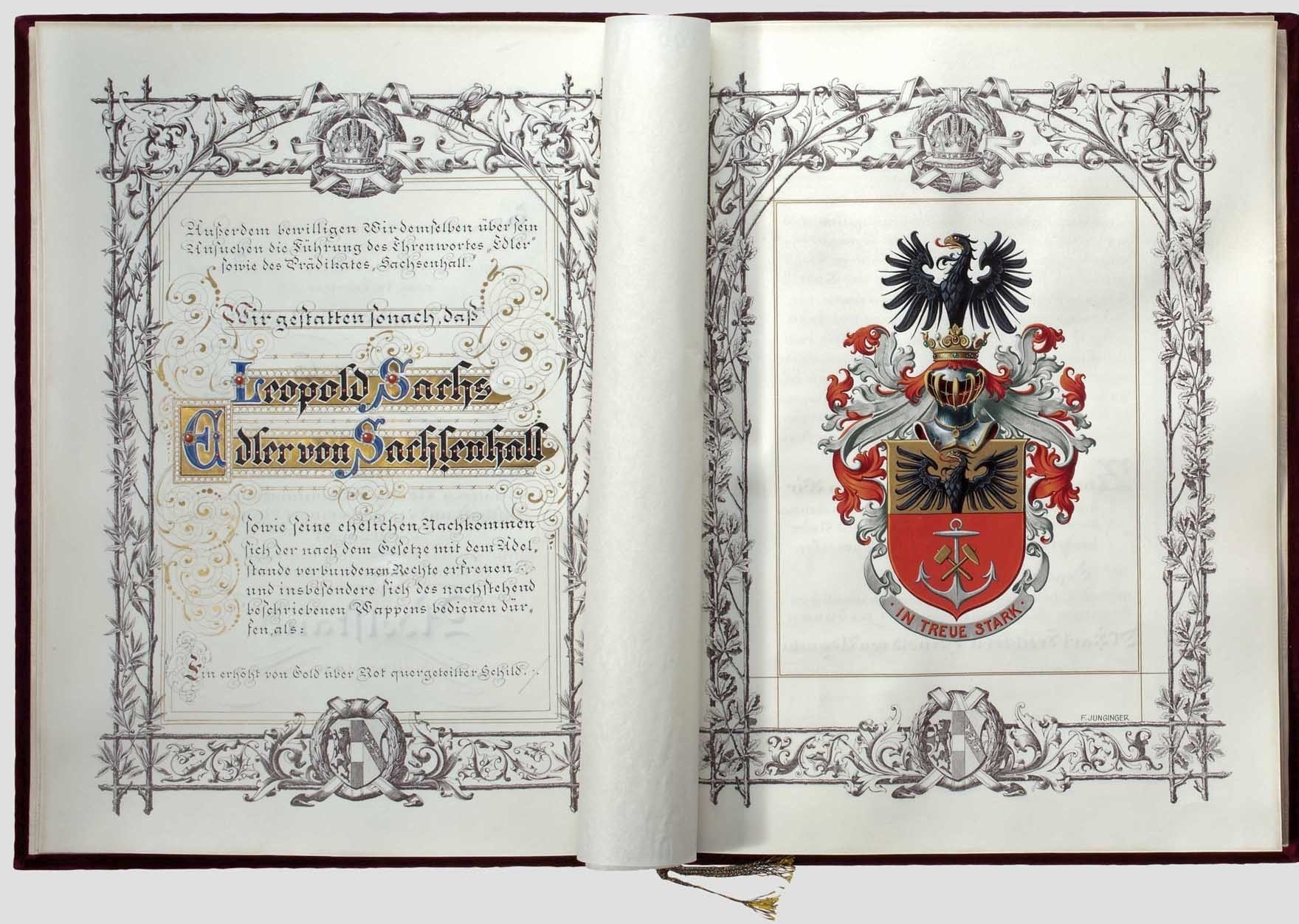
Adelsdiplom von Kaiser Franz Joseph I. für den Großindustriellen Leopold Sachs von Sachsenhall, 1912

Zur zweiten Gesellschaft zählten geadelte Wirtschaftstreibende, Beamte, Professoren, Künstler, Offiziere (Militärangehörige in Österreich-Ungarn vor allem aufgrund des systemmäßigen Adels) und Angehörige der freien Berufe, die trotz erfolgter Nobilitierung mittels Adelsbriefen in ihrer Mentalität und in ihrem Sozialverhalten Bürgerliche blieben, daher von den auf Ebenbürtigkeit Wert legenden Altadligen auch nicht für voll genommen, sondern abfällig als Parvenüs angesehen wurden.

## Österreich-Ungarn
Das Phänomen, von Voltaire fürs Ancien Régime als „Kaskade der Verachtung“ beschrieben, spielte besonders in der Habsburgermonarchie eine Rolle, wo viele der frisch nobilitierten Bankiers- und Industriellenfamilien ursprünglich jüdischer Herkunft waren. Typischerweise erfolgten Nobilitierungen dieser Art auch nur bis zum Ritter- oder Freiherrenstand, die Ränge ab dem Grafenstand waren altadeligen Familien vorbehalten. Die österreichische Zweite Gesellschaft bildete vor allem ab der Mitte des 19. Jahrhunderts die Elite des aufsteigenden, liberalen und – nicht zuletzt eben dank der inflationären Nobilitierungen – auch kaisertreuen Bürgertums. Unter den nobilitierten Geschäftsleuten waren nicht selten auch getaufte Juden.
Prinz Kraft zu Hohenlohe-Ingelfingen, Standesherr und preußischer General, beschreibt in seinen Memoiren die Kluft zwischen der altadeligen und der aufgestiegenen Kategorie innerhalb der „ersten Gesellschaft“ im weiteren Sinne:

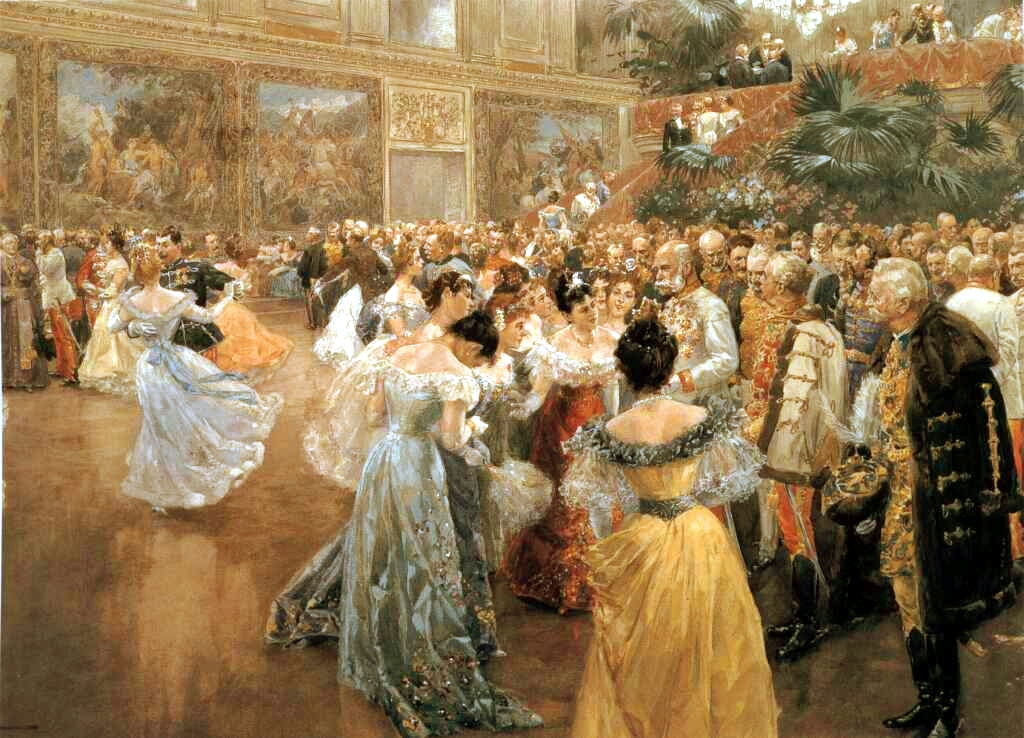
„Hofball in Wien“ (von Wilhelm Gause, 1900)

„Dass die Wiener höchste Aristokratie sehr abgeschlossen war, erwähnte ich bereits. Wollten doch Schönburgs, Schwarzenbergs, Liechtensteins usw. den Minister Bach nicht bei sich empfangen. Da nun aber eine Anzahl Familien […] sich bis in die leitenden Kreise hinaufgearbeitet hatten, und der Verkehr mit ihnen nicht zu vermeiden war, auch in Wien mehr geadelte Bankierfamilien lebten als in anderen Hauptstädten, die durch ein enormes Vermögen auch Einfluss hatten, so konnte man nicht umhin, auch diese Kreise zur ersten Gesellschaft zu rechnen, die sich aber danach in zwei Kategorien teilte. Diese beiden Kategorien verkehrten miteinander soweit, dass die Herren der ersten mit in die zweite gingen, die der zweiten in die erste hier und da eingeladen wurden. Niemals aber sah man eine Dame der ersten in der zweiten oder eine der zweiten in der ersten. Heiratete ein Herr aus der ersten eine Dame der zweiten, so fand seine Familie nicht Zutritt in der ersten. Am kaiserlichen Hofe soll […] bei den großen Hofbällen auch die zweite Kategorie geladen worden sein. Zu den kleineren sogenannten Kammerbällen hatte sie keinen Zutritt. Diese zwei Klassen in der ersten Gesellschaft waren gewiß eine nur Wien angehörige Erscheinung.“

Bekannte Repräsentanten der österreichischen „Zweiten Gesellschaft“ stellten unter anderem die Familien Arnstein, Arthaber, Auspitz, Ephrussi, Epstein, Erlanger, Eskeles, Geymüller, Gomperz, Gutmann, Hofmannsthal, Lieben, Mautner-Markhof, Mayr-Melnhof, Portheim, Reininghaus, Rothschild, Schoeller, Sina, Taussig, Todesco, Wertheimstein, Wittgenstein; ein ungarisch-deutsches Beispiel sind die Thyssen-Bornemisza de Kászon.

## Parallelen
Der Französische Adel des 19. Jahrhunderts war gespalten in die Familien des Ancien Régime und die napoleonische noblesse impériale und beide fühlten sich bedroht durch die aufstrebende Bourgeoisie. Marcel Prousts Romanfolge Auf der Suche nach der verlorenen Zeit schildert die Rivalitäten zwischen diesen Ständen und die „Kaskade der Verachtung“ noch um das Jahr 1900 sehr anschaulich.
In der englischen Gesellschaft galt eher das Prinzip „Pecunia non olet“, da ohnehin die Titel der Peers sich nur in Primogenitur vererben, die Gentry als niederer Adel schon immer eine Mischung aus alten und neuen Eliten darstellte und diese sowie das Industriebürgertum das House of Commons und damit das Empire beherrschten, während die Monarchie und das House of Lords seit Ende des 17. Jahrhunderts an Einfluss verloren und konstitutionell eingehegt wurden. Nach wie vor bleibt der britische Adel eine offene Gesellschaft, da Wappenverleihungen nach kontinentaler Ansicht mit der Erhebung in den erblichen einfachen Adelsstand einhergehen.
Auch für das mit Großbritannien in Personalunion verbundene Kurfürstentum Hannover wird allerdings vom „unbeschreiblichen Hochmut“ berichtet, mit dem die zumeist uradelige Hofgesellschaft auf die „zweite Gesellschaft“ herabblickte, die sogenannten „Hübschen Familien“.